# Juraj Denzler
Juraj Denzler (Zagreb, 12. travnja 1896. – Zagreb, 27. rujna 1981.), hrvatski arhitekt.
U početku je pod utjecajem Viktora Kovačića i bečke škole, a kasnije postaje jedan od nositelja hrvatske moderne arhitekture. Izvodi javne (zgrada Gradske vijećnice na Sušaku), stambene, poslovne i sakralne (crkva Sv. Antuna na Sv. Duhu i kapelica Majke Božje Sljemenske) objekte, a poslije 1945. više konzervatorskih radova i adaptacija. U suradnji s arhitektom Mladenom Kauzlarićem radi Školu narodnog zdravlja ˝Andrija Štampar˝ (Zagreb, 1925. – 1928) i Upravnu zgradu gradskih poduzeća (Zagreb, 1933.)

## Vanjske poveznice
- Denzler, Juraj Hrvatska tehnička enciklopedija, portal hrvatske tehničke baštine. LZMK